# Eileen Armstrong
Beatrice Eileen Armstrong, coniugata Purdy (Willesden, 11 gennaio 1894 – Frinton-on-Sea, 12 marzo 1981), è stata una tuffatrice britannica.
Ha vinto la medaglia d'argento olimpica nei tuffi ai Anversa 1920 nel concorso della piattaforma.
Ha rappresentato la Gran Bretagna anche alle olimpiadi di Parigi 1924.